# Mia Rose Frampton
Mia Rose Frampton (geboren am 10. März 1996 in Nashville, Tennessee) ist eine US-amerikanische Schauspielerin. Sie ist bekannt für ihre Rolle als Becca Keeler, die jüngere Schwester von Payson Keeler, in dem ABC Family Teenie-Drama Make It or Break It, und für ihre Rolle als Bridgette in dem Lifetime-Fernsehfilm A Teacher's Obsession.

## Leben
Frampton wurde in Nashville, Tennessee, als Tochter des Musikers Peter Frampton und Tina Elfers geboren. Sie hat ein Halbgeschwisterchen durch ihre Mutter, Tiffany Wiest, und zwei Halbgeschwister, Jade und Jullian Frampton, aus der früheren Ehe ihres Vaters. Sie ist die Namensgeberin einer von ihrem Vater und Kimmie Rhodes gemeinsam geschriebenen Ballade mit dem Titel Mia Rose aus dem 2003 erschienenen Album Now ihres Vaters.
Seit 2009 tritt Frampton als Schauspielerin in Film und Fernsehen in Erscheinung. Ihr Schaffen umfasst rund ein Dutzend Produktionen.

## Filmografie
- 2006: Death Cab for Cutie: Summer Skin (Musikvideo)
- 2009–2019: Make It or Break It (Fernsehserie, 10 Folgen)
- 2010: Mad Dog and the Flyboy als Ashley (Kurzfilm)
- 2011: Brautalarm (Bridesmaids)
- 2011: That’s What I Am
- 2013: G.B.F.
- 2014: Tammy – Voll abgefahren (Tammy)
- 2015: A Teacher’s Obsession (Fernsehfilm)
- 2018: The Row (als Mia Frampton)
- 2018: Hope Springs Eternal
- 2019: Happy Together (Fernsehserie, 1 1x13)
- 2021: Coast
- 2021: Killer Cheer Mom (Fernsehfilm)